# CaixaForum Sevilla
CaixaForum es un centro cultural gestionado por la Fundación "la Caixa". Está pensado para todos los públicos y ofrece una amplia oferta cultural, artística y educativa. CaixaForum se encuentra en el Centro Comercial Torre Sevilla, concretamente en la calle López Pintado. 
CaixaForum Sevilla se inauguró el 3 de marzo de 2017 y forma parte de una red de centros CaixaForum que se extiende por varios puntos de la geografía española: CaixaForum Madrid, CaixaForum Barcelona, CaixaForum Zaragoza, CaixaForum Palma, CaixaForum Girona, CaixaForum Lérida , CaixaForum Tarragona, CaixaForum València y CaixaForum Macaya.

## Fundación "la Caixa"
La Fundación "la Caixa” ha recuperado y adecuado edificios de gran interés arquitectónico en las principales ciudades del país para convertirlos en centros de divulgación cultural. Una apuesta por el arte y la cultura como fuente de desarrollo personal y social que aporta a las ciudades un punto de encuentro entre conocimiento, personas y espacios dinámicos para todas las edades.
El centro cultural de Sevilla comparte el enfoque cultural del resto de centros CaixaForum: acercar el arte y la cultura a todo tipo de públicos programando exposiciones y organizando todo tipo de actividades orientadas a superar las barreras que separan a algunas personas del arte, la música y las humanidades. Además de las exposiciones temporales celebradas en sus dos salas, en el centro se celebran conciertos, talleres, tertulias, debates, ciclos de cine, jornadas de divulgación científica y otros tipos de actividades con el fin de convertir la aproximación al conocimiento en una experiencia relevante.

## Historia
En 2009, la Fundación "la Caixa" hizo pública su decisión de promover en Sevilla su octavo centro CaixaForum (el cuarto fuera de Cataluña, junto con los de Palma de Mallorca, Madrid y Zaragoza).
CaixaForum Sevilla es un centro diseñado en tres alturas, dos de ellas de nivel subterráneo, y al cual se accede por escaleras mecánicas, de hormigón o un ascensor situados bajo una gran marquesina de aluminio. 
El 3 de marzo de 2017, la Fundación ”la Caixa” inaugura en la capital andaluza su octavo centro cultural. Se trata del tercero más importante de España, situado en la manzana urbanística torre Sevilla. La presidenta de la Junta de Andalucía, Susana Díaz; el alcalde de Sevilla, Juan Espadas, y el presidente de la Fundación ”la Caixa”, Isidro Fainé, inauguraron el nuevo centro cultural de la entidad en la ciudad.
El objetivo de CaixaForum Sevilla es promover el conocimiento y el crecimiento personal de personas de todas las edades, condiciones y procedencias, albergando todo tipo de actividades culturales que supondrán para la entidad, una inversión de 5 millones de euros  al año.

## Edificio
La Fundación ”la Caixa” presentó el proyecto de CaixaForum Sevilla en mayo de 2014. En enero de 2015 se iniciaron las obras para la adecuación del edificio existente que supuso una inversión de 18 millones de euros.
El centro cultural inaugurado en marzo de 2017 está situado en un área cercana al casco antiguo: la Isla de la Cartuja.  
El edificio cuenta con 7500 metros cuadrados útiles, sobre una superficie construida total de 8100 metros cuadrados, con dos salas de exposiciones, un auditorio, dos aulas polivalentes, un aula para talleres, una cafetería-restaurante y una tienda-librería. Las dos salas de exposiciones y el auditorio están situados en el nivel del sótano, bajo la plaza superior que da acceso al centro.

## Proyecto arquitectónico
El arquitecto sevillano Guillermo Vázquez Consuegra fue el encargado de la adecuación del espacio dentro del complejo Torre Sevilla para su uso cultural.
CaixaForum Sevilla es un centro diseñado en tres alturas, dos de ellas de nivel subterráneo, y al cual se accede por escaleras mecánicas, de hormigón o un ascensor situados bajo una gran marquesina de aluminio.

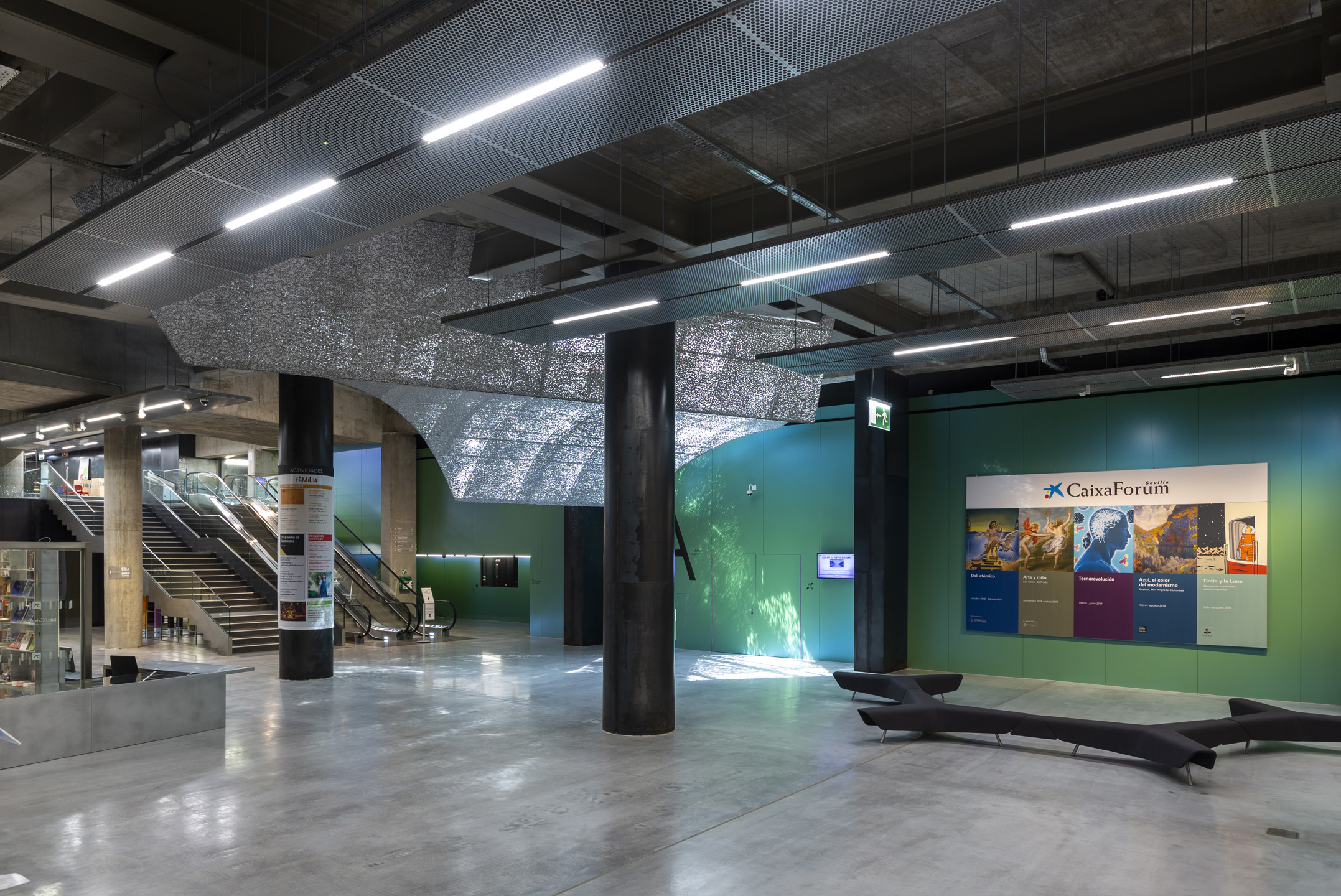
Interior de CaixaForum Sevilla.

El edificio Pódium determina la distribución de los espacios que configuran el complejo. Las dos salas de exposiciones y el auditorio están situados en el nivel inferior (planta –2), debajo de la plaza pública que da acceso al centro. Por su parte, los espacios destinados a restauración y administración han sido ubicados en el nivel superior.
Una marquesina de aluminio cubre la plaza donde se encuentra la entrada principal a las exposiciones, también cubre un nuevo lucernario que se abre para hacer llegar la luz natural a los niveles inferiores. La marquesina está realizada en espuma de aluminio estabilizada, construida con paneles de distinta densidad en los que se inyecta aire. Los paneles están hechos con materiales ligeros producto de una aleación de aluminio y magnesio. El edificio obtuvo en el año 2018 el premio Building of the year Awards 2018 en la categoría de producto mejor aplicado.

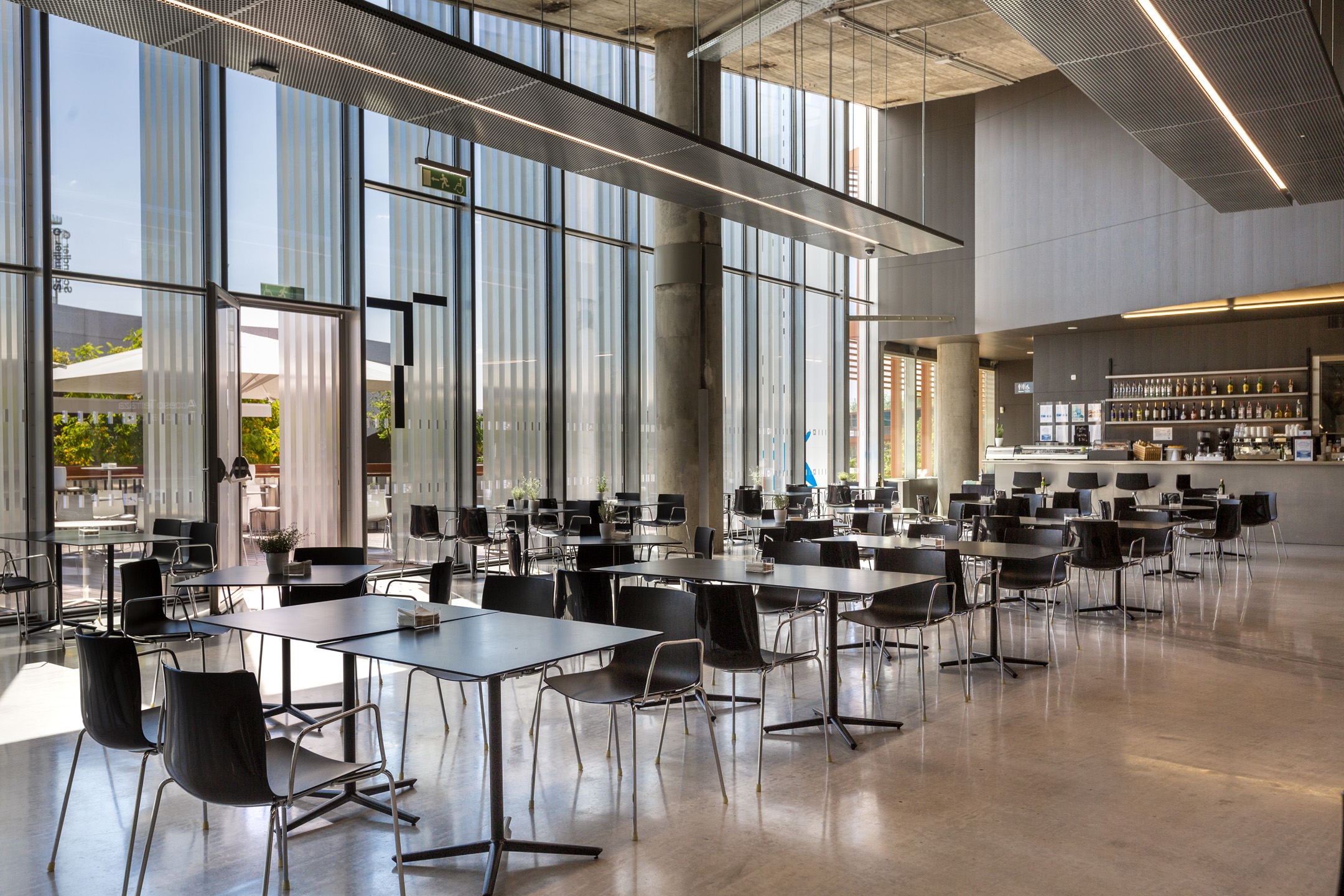
Interior de CaixaForum Sevilla.